# رون سوآرت
 رون سوآرت  (به انگلیسی: Ron Suart) (زاده ۱۸ نوامبر ۱۹۲۰ - بارو این فارنس) بازیکن و مربی سابق فوتبال اهل انگلستان است. وی سابقه عضویت در باشگاه بلکپول و بلکبرن و مربی‌گری در تیم چلسی را دارد.